# 阿拉瓜亚河畔福莫苏
阿拉瓜亚河畔福莫苏是巴西托坎廷斯州的一个市镇。总面积13423.256平方公里，总人口18225人，人口密度1.4人/平方公里。